# Dolná Lehota
Dolná Lehota es un municipio del distrito de Brezno en la región de Banská Bystrica, Eslovaquia, con una población estimada a final del año 2024 de 688 habitantes.
Se encuentra ubicado al noreste de la región, cerca del río Hron —un afluente izquierdo del Danubio— y de la frontera con las regiones de Žilina y Prešov.

## Demografía
| Año        | 1994 | 2004    | 2014    | 2024    |
| ---------- | ---- | ------- | ------- | ------- |
| Población  | 720  | 712     | 764     | 688     |
| Diferencia |      | −1,11 % | +7,30 % | −9,94 % |

| Año        | 2023 | 2024    |
| ---------- | ---- | ------- |
| Población  | 692  | 688     |
| Diferencia |      | −0,57 % |